# Georgiska supercupen
Georgiska supercupen är en cup bestående av en fotbollsmatch spelad mellan vinnaren av Erovnuli Liga och vinnaren av den georgiska cupen. Supercupen spelades för första gången 1996 och mellan 2000 och 2004 spelades ej cupen, för att återupptas år 2005 och sedan dess ha spelats varje år med undantaget 2016.
Om ett lag vunnit både den georgiska cupen och Umaghlesi Liga får förloraren (tvåan) i den georgiska cupen spela supercupen. Detta inträffade år 1996 och 1997 då FK Dinamo Tbilisi vann både ligan och cupen. 

## Vinnare
| Säsong    | Vinnare              | Resultat         | Finalist              | Stadion                              |
| --------- | -------------------- | ---------------- | --------------------- | ------------------------------------ |
| 1996      | FK Dinamo Tbilisi    | 4 - 0            | Dinamo Batumi         | Tsentraluri stadioni, Batumi         |
| 1997      | FK Dinamo Tbilisi    | 4 - 1            | Dinamo Batumi         | Givi Kiladze-stadion, Kutaisi        |
| 1998      | FK Dinamo Batumi     | 2 - 1            | FK Dinamo Tbilisi     | Tsentraluri stadioni, Batumi         |
| 1999      | FK Dinamo Tbilisi    | 1 - 0            | Torpedo Kutaisi       | Boris Paitjadze-stadion, Tbilisi     |
| 2000-2004 | Tävlingsuppehåll     | Tävlingsuppehåll | Tävlingsuppehåll      | Tävlingsuppehåll                     |
| 2005      | FK Dinamo Tbilisi    | 1 - 0            | FC Lokomotivi Tbilisi | Tsentraluri stadioni, Batumi         |
| 2006      | Ameri Tbilisi        | 1 - 0            | FK Sioni Bolnisi      | Micheil Meschi-stadion, Tbilisi      |
| 2007      | Ameri Tbilisi        | 4 - 1            | FK Olimpi Rustavi     | Tengiz Burdzjanadze-stadion, Gori    |
| 2008      | FK Dinamo Tbilisi    | 1 - 0            | FK Zestaponi          | Boris Paitjadze-stadion, Tbilisi     |
| 2009      | WIT Georgia Tbilisi  | 2 - 1 (e. str.)  | FK Dinamo Tbilisi     | Poladi-stadion, Rustavi              |
| 2010      | FK Olimpi Rustavi    | 2 - 0            | WIT Georgia Tbilisi   | Boris Paitjadze-stadion, Tbilisi     |
| 2011      | FK Zestaponi         | 3 - 1            | FK Gagra              | Micheil Meschi-stadion, Tbilisi      |
| 2012      | FK Zestaponi         | 4 - 2 (e. str.)  | Dila Gori             | Micheil Meschi-stadion, Tbilisi      |
| 2013      | Tjichura Satjchere   | 1 - 0            | FK Dinamo Tbilisi     | Micheil Meschi-stadion, Tbilisi      |
| 2014      | FK Dinamo Tbilisi    | 1 - 0            | Tjichura Satjchere    | Boris Paitjadze-stadion, Tbilisi     |
| 2015      | FK Dinamo Tbilisi    | 1 - 0            | Dila Gori             | Micheil Meschi-stadion, Tbilisi      |
| 2016      | Tävlingsuppehåll     | Tävlingsuppehåll | Tävlingsuppehåll      | Tävlingsuppehåll                     |
| 2017      | FK Samtredia         | 2 - 1            | Torpedo Kutaisi       | Murtaz Khurtsilava Stadium, Martvili |
| 2018      | Torpedo Kutaisi      | 2 - 1            | Tjichura Satjchere    | David Petriashvili Stadium, Tbilisi  |
| 2019      | Torpedo Kutaisi      | 1 - 0            | FC Saburtalo Tbilisi  | Tengiz Burdzjanadze-stadion, Gori    |
| 2020      | FC Saburtalo Tbilisi | 1 - 0            | FK Dinamo Tbilisi     | Micheil Meschi-stadion, Tbilisi      |

### Statistik per klubb
| Klubb                | Vinster (antal) | Vinster (år)                             |
| -------------------- | --------------- | ---------------------------------------- |
| FK Dinamo Tbilisi    | 7               | 1996, 1997, 1999, 2005, 2008, 2014, 2015 |
| Ameri Tbilisi        | 2               | 2006, 2007                               |
| FK Zestaponi         | 2               | 2011, 2012                               |
| Torpedo Kutaisi      | 2               | 2018, 2019                               |
| Dinamo Batumi        | 1               | 1998                                     |
| WIT Georgia Tbilisi  | 1               | 2009                                     |
| FK Olimpi Rustavi    | 1               | 2010                                     |
| Tjichura Satjchere   | 1               | 2013                                     |
| FK Samtredia         | 1               | 2017                                     |
| FC Saburtalo Tbilisi | 1               | 2020                                     |